# Michelle Ang
Michelle Ang est une actrice néo-zélandaise, née le 17 octobre 1983 à Christchurch.

## Vie privée
Michelle Ang a vécu à Los Angeles en Californie aux États-Unis mais elle vit actuellement à New York, dans l'État de New York.

## Filmographie

### Cinéma
| Année | Film                                  | Rôle                 | Notes                  |
| ----- | ------------------------------------- | -------------------- | ---------------------- |
| 2002  | Xena, la guerrière - A Friend in Need | Akemi                | version director's cut |
| 2004  | Forbidden Fury                        | Terry Spears         | court-métrage          |
| 2004  | Futile Attraction (en)                | Violet McKenzie      |                        |
| 2006  | No. 2 (en)                            | Grace                |                        |
| 2008  | Take 3                                | Melanie Shum         | court-métrage          |
| 2011  | Big Mamma : De père en fils           | Mia                  |                        |
| 2011  | My Wedding and Other Secrets (en)     | Emily                |                        |
| 2011  | Le Complexe du castor                 | traductrice chinoise |                        |
| 2011  | The Potential Wives of Norman Mao     | Suzy Fong            | court-métrage          |
| 2013  | Echoes                                | chanteuse            | court-métrage          |
| 2014  | L'Étrange Cas Deborah Logan           | Mia Medina           |                        |
| 2015  | Fallen Stars                          | Daisy                |                        |
| 2016  | Triple 9                              | Trina Ling           |                        |

### Télévision
| Année     | Série                                      | Rôle                     | Notes                  |
| --------- | ------------------------------------------ | ------------------------ | ---------------------- |
| 1997-1998 | Young Entertainers                         | Super Trooper            | épisodes inconnus      |
| 1999      | A Twist in the Tale                        | Messha                   | saison 1, épisode 14   |
| 1999-2002 | La Tribu                                   | Tai-San                  | 142 épisodes           |
| 2001      | Xena, la guerrière                         | Akemi                    | 2 épisodes             |
| 2002      | Being Eve (en)                             | Masako                   | saison 2, épisode 7    |
| 2002-2004 | Les Voisins                                | Lori Lee                 | 87 épisodes            |
| 2005-2006 | Outrageous Fortune (en)                    | Tracy Hong               | 16 épisodes            |
| 2007-2008 | South of Nowhere                           | Lily Zee                 | 4 épisodes             |
| 2012-2013 | Underemployed                              | Sophia Swanson           | 12 épisodes            |
| 2013      | Top of the Lake                            | Kimmie                   | 2 épisodes             |
| 2013      | Grey's Anatomy                             | Elise                    | saison 9, épisode 22   |
| 2013      | Drop Dead Diva                             | Lanfen                   | saison 5, épisode 7    |
| 2013      | Perception                                 | ancienne Garde Nationale | saison 2, épisode 10   |
| 2014      | Rizzoli et Isles : Autopsie d'un meurtre   | Lucy Chen                | saison 5, épisode 11   |
| 2015      | NCIS : Los Angeles                         | Malee Vipada             | saison 6, épisode 19   |
| 2015-2016 | Fear the Walking Dead: Flight 462          | Alex/Charlie             | 16 épisodes; web-série |
| 2016      | Fear The Walking Dead                      | Alex                     | 2 épisodes             |
| 2020      | Les Nouvelles Légendes du roi singe        | Lord Khan                | saison 2, 7 épisodes   |
| 2020      | The Twilight Zone : La Quatrième Dimension | Ling                     | saison 2, épisode 6    |
| 2021-2024 | Star Wars: The Bad Batch                   | Omega                    | Rôle principal; voix   |

## Récompenses
| Année | Prix                                | Catégorie                                                  | Œuvre                             | Résultat   |
| ----- | ----------------------------------- | ---------------------------------------------------------- | --------------------------------- | ---------- |
| 2003  | Logie Awards                        | Most Popular New Female Talent                             | Les Voisins                       | Nomination |
| 2011  | Aotearoa Film and Television Awards | Best Lead Actress                                          | My Wedding and Other Secrets      | Lauréat    |
| 2016  | Creative Arts Primetime Emmy Awards | Outstanding Actress in a Short Form Comedy or Drama Series | Fear the Walking Dead: Flight 462 | Nomination |